# Otto von Guericke
Otto von Guericke [ˈgeʁike] (Magdeburg, 1602. november 20. – Hamburg, 1686. május 11. (Julián naptár); 1602. november 30. – 1686. május 21. (Gergely-naptár) német tudós, feltaláló és politikus. A légszivattyú feltalálója.

## Életútja

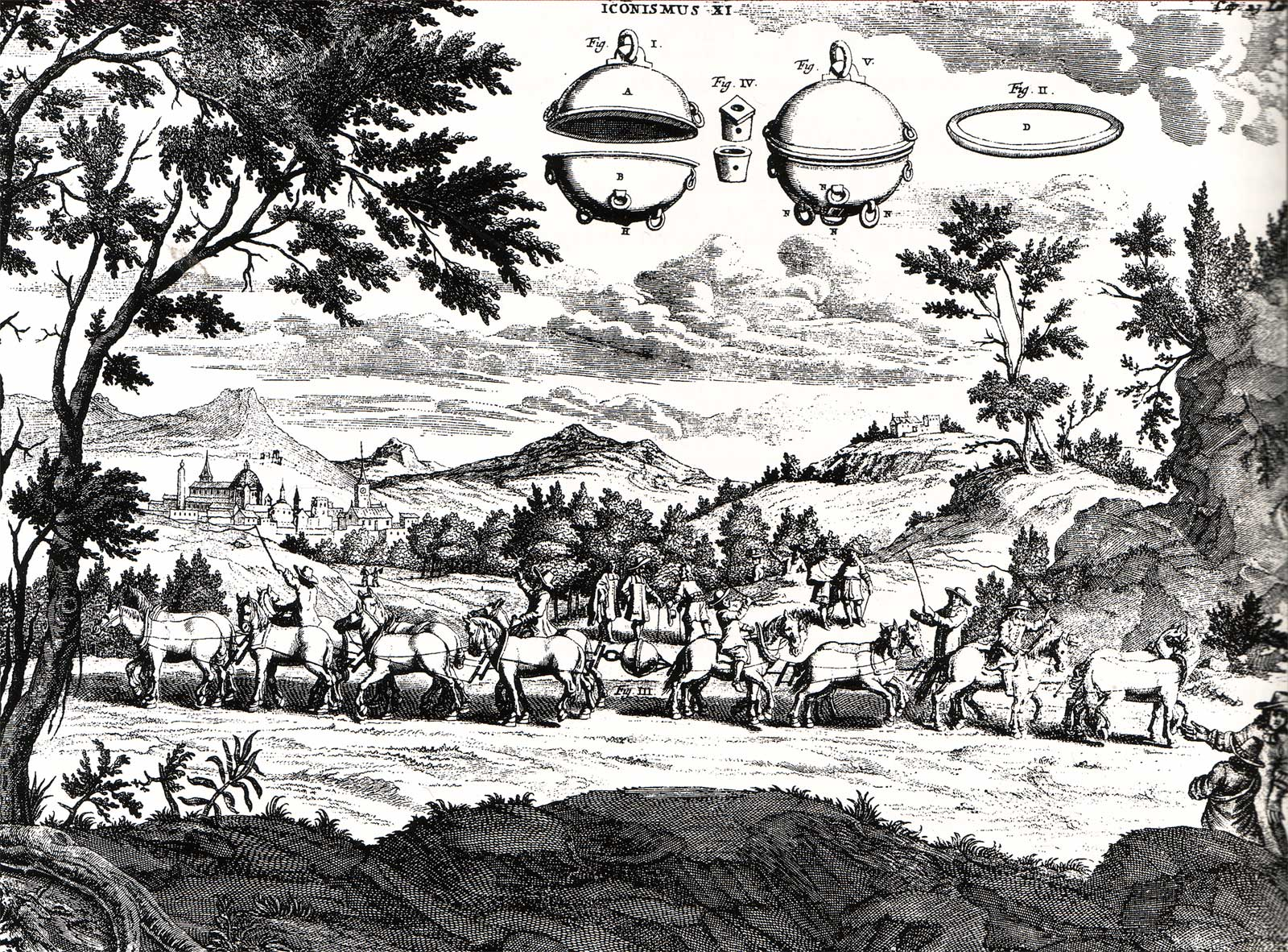
Caspar Schott rajza Guericke fő művéről, a magdeburgi féltekékkel végzett kísérletről: a vákuum – pontosabban a külső levegő nyomása – úgy összetartotta a fém félgömböket, hogy a lovak nem bírták kettéválasztani

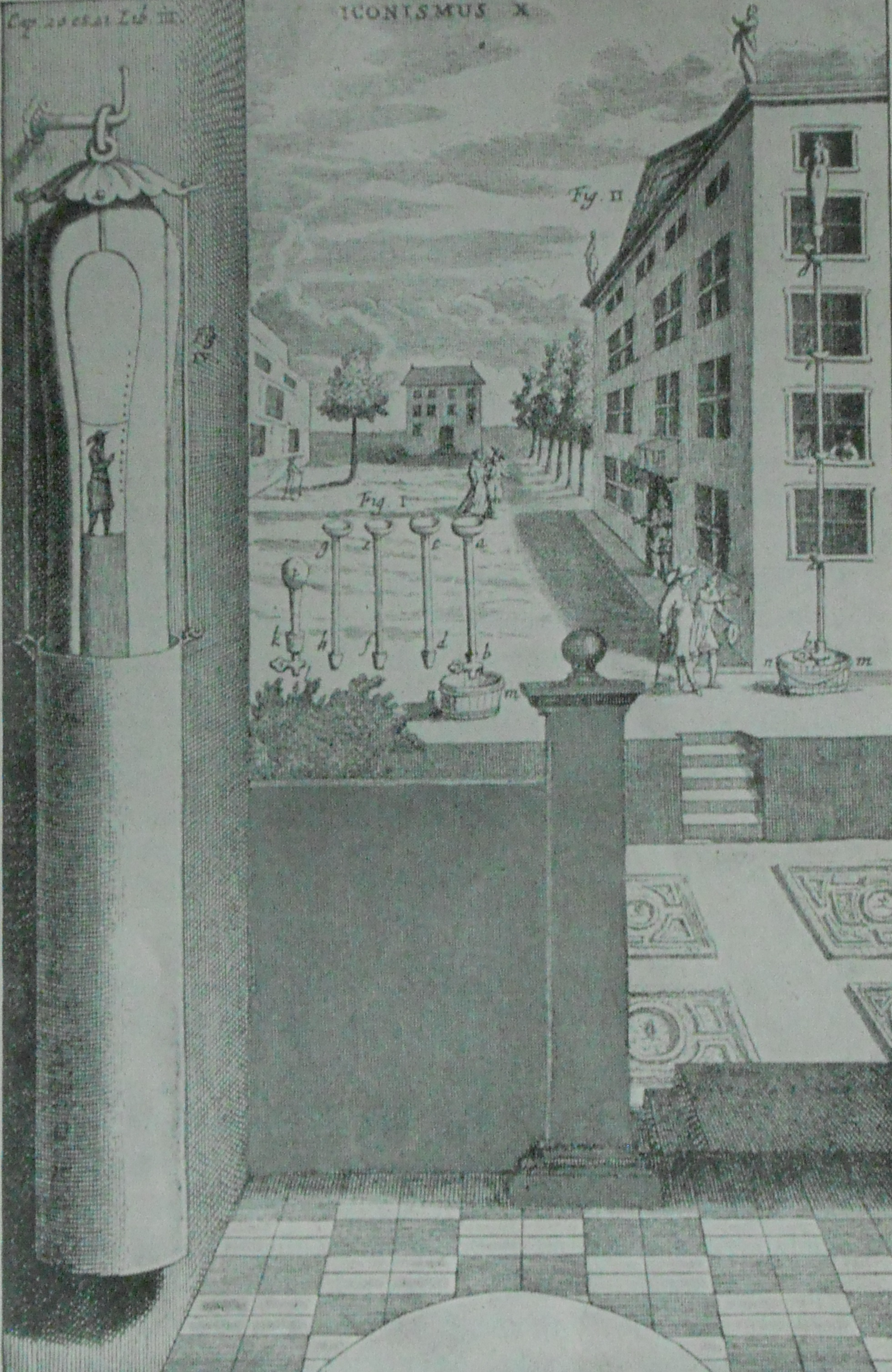
Otto von Guericke vízbarométeréről készült rajz

Tanult Lipcsében és Jenában. 1623-ban pedig Leidenbe ment, ahol matematikával, mechanikával és erődítmény-építéstannal foglalkozott. Guericke Magdeburg 1631 májusában történt lerombolásának szemtanúja volt és erről Chronicon címmel egy kéziratot hagyott hátra, mely a város történetének fontos forrása. 1646-ban Magdeburg polgármesterévé nevezték ki.
Legnagyobb érdemeit a levegő mechanikai tulajdonságainak vizsgálatával és a légüres tér, azaz vákuum fizikájának megalapozásával szerezte, neki köszönhetjük a légszivattyú feltalálását is. 1650-ben csapos légszivattyút szerkesztett átfuratlan dugattyúval, mellyel sok és tanulságos kísérletet tett, ezek közül legnagyobb feltűnést az keltette, melyet 1654-ben Regensburgban az egybegyűlt fejedelmek előtt mutatott be. Ebben a kísérletében a maga által kifejlesztett légszivattyúval két üreges félgömb közül kiszivattyúzta a levegőt, mellyel vákuumot hozott létre. A gömb két ellentétes oldalára 8-8 lovat állítva és a lovakat húzásra kényszerítve azt tapasztalta, hogy a 16 ló nem volt képes a két félgömböt széthúzni.
Tanulmányozta különböző testek magatartását légritkított térben. Kísérleteiből azt következtette, hogy a levegőnek súlya van, ami pedig szerinte két értelemben mérhető: általános és részleges értelemben. A levegő súlyának általános mérését vízbarométerével végezte. Így tehát Guericke Torricellitől függetlenül feltalálta a barométert. Észrevette azt is, hogy a barométer vízoszlopa napról-napra tetemes magasságbeli változásokat mutat, melyek az időjárás változásával szoros összefüggésben vannak. Vízbarométere segítségével kiszámította a levegőnek egy 0,19 magdeburgi ölnyi átmérőjű csőre gyakorolt nyomását, amelyet körülbelül 217 fontnak talált. Azt is bebizonyította, hogy a levegő az alsóbb rétegekben sűrűbb, mint a felsőbbekben. Egy légtermométert is leírt, mely a Galilei-félétől lényegében nem különbözik.  
Guericke a meteorológia úttörőjének számít, barométert használt az időjárás előrejelzéséhez, erre a célra egy 10 méter magas vízbarométert is építtetett a magdeburgi városházán. 
Guericke azonban nemcsak a légnemű testek tulajdonságait vizsgálta, hanem az elektromosság terén is nagy felfedezéseket tett. Ő észlelte egy kéngolyón, hogy dörzsölve kisebb tárgyakat vonz vagy taszít. Különösen az utóbbinak észlelése fontos. Guerickének az elektromosság terére vonatkozó legnagyobb találmánya az elektromozógép. Az elektromos oszlást, valamint az elektromos szikra tulajdonságait szintén tanulmányozta.
Nagy munkájának címe: Experimenta nova. ut vocantur. Magdeburgica de vacuo spatio (Amsterdam 1672). E mű 7 részből áll. Az első a világrendszerről általában, a második az üres térről, a harmadik erre vonatkozó saját kísérleteiről, a negyedik a világerőkről, az utolsó három rész a Földről, Holdról, a bolygókról és az állócsillagokról szól. Az elektromosságra vonatkozó vizsgálatai a negyedik részben foglaltatnak. Guericke a Kopernikusz-féle világnézet feltétlen híve volt.
1642 és 1663 között Magdeburg város nevében diplomáciai missziókat vállalt, köztük a vesztfáliai békeszerződés elősegítésében is részt vett.
1666. január 4-én I. Lipót császár nemesi rangra emelte, ekkor egészítette ki vezetéknevét egy u betűvel, eredetileg Otto Gericke-ként írta, hogy külföldi diplomaták is helyesen ejthessék, mivel diplomáciai körökben ekkor a franciát használták, így neve kiejtése franciául és németül is azonos lett.
1686-ban halt meg Hamburgban. Földi maradványait 1686. július 2-án a magdeburgi Szent János-templomban helyezték el. A város francia megszállásakor a templomot kórházzá alakították, és csontjait kiásták, majd a városkapun kívül temették el. Kriptája ennek ellenére mai napig látogatható a templomban.

## Emlékezete

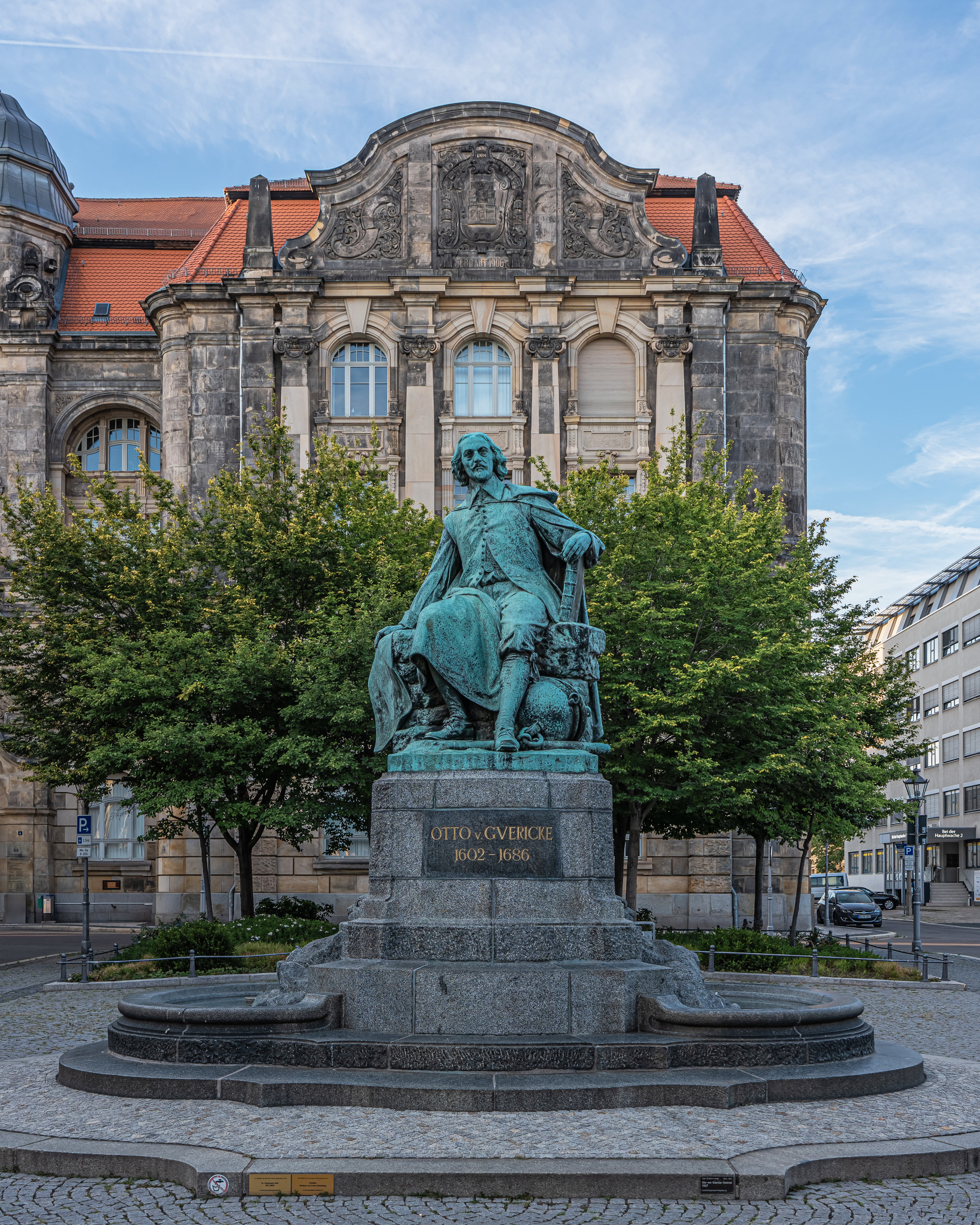
Otto von Guericke szobra Magdeburgban, Carl Friedrich Echtermeier alkotása (1907)

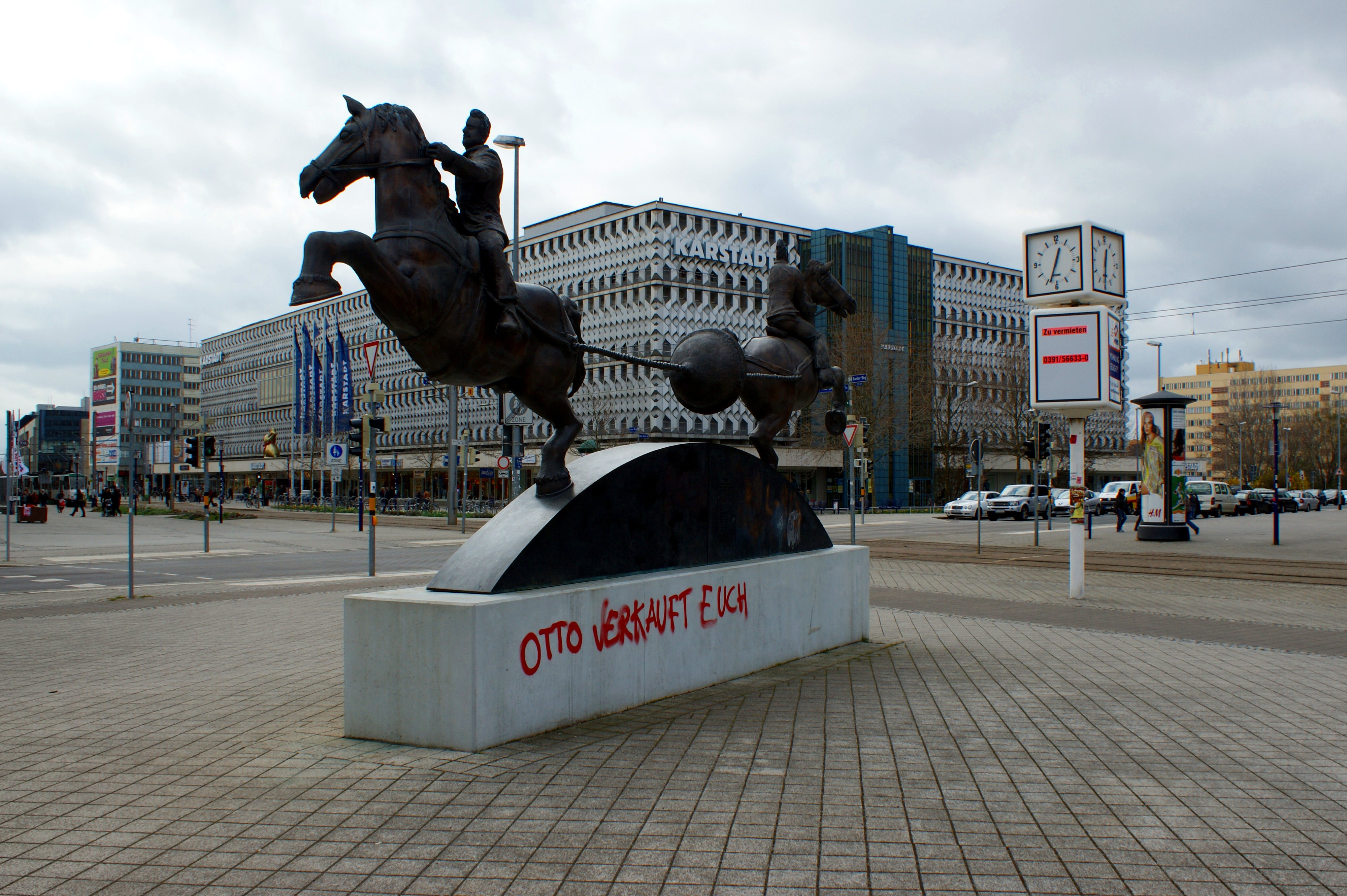
A magdeburgi féltekék szobor a magdeburgi Ratswaageplatz-on, Thomas Virnich alkotása

- Magdeburg egyeteme – Otto von Guericke Universität, Magdeburg – tiszteletére viseli nevét.
- 1907-ben a magdeburgi városháza közelében állították fel a róla készült szobrát.
- A Guericke nevű holdkrátert róla nevezték el.
- Aszteroidát, (11537) Guericke, neveztek el róla.

## Művei
- Ottonis de Guericke: Experimenta Nova (ut vocantur) Magdeburgica de Vacuo Spatio. Bd.II/1/1, Waesberge, Amsterdam 1672; Faksimile, Stekovics, Halle a. d. Saale 2002, ISBN 3-89923-015-9; Digitalisat
- Otto von Guericke: Neue „Magdeburgische“ Versuche über den leeren Raum. Reihe Ostwalds Klassiker, Bd. 59. Thun, Frankfurt/M. 1996, ISBN 3-8171-3059-7; Übers. von: Ottonis De Guericke Experimenta nova Magdeburgica de vacuo spatio, Waesberge, Amsterdam 1672.ó
- Otto von Guericke: Otto-von-Guericke-Gesamtausgabe. Stekovics, Halle a. d. Saale 2005, ISBN 3-89923-089-2; Bd.II/2/3/1: Otto von Guericke: Relationes Derer dem herren Bürgermeister Otto von Guericken, wegen gemeiner Stadt Magdeburgk, 18. Jahr nach ein ander, uffgetragenen undt anvertraueten 17 unterschiedenen, mehrentheils gar langwirigen, Verschickungen (1642 bis 1660). Translit. von Ditmar Schneider, Lat. Übers. Rudolf Engelhardt.ó
- Die Belagerung, Eroberung und Zerstörung der Stadt Magdeburg am 10./20. Mai 1631. Voigtländer, Leipzig 1912 (Digitalisat)